# Erich Weise
Pour les articles homonymes, voir Weise.
Erich Weise (né le 4 septembre 1895 à Krefeld et mort le 10 avril 1972 à Hanovre) est un historien et archiviste allemand.

## Biographie
Erich Weise grandit à Königsberg en Prusse. Comme la famille de la mère de Weise est originaire des pays baltes, son père, le professeur du lycée Julius Weise, est lui-même transféré dans la capitale de la Prusse-Orientale. Après ses études scolaires, il commence à étudier à l' Albertina de Königsberg. Lorsque la Première Guerre mondiale éclate, il est fait prisonnier à Mitau, alors capitale de la Courlande, et est interné par les Russes pendant trois ans, ce qui lui fait souffrir de perte auditive et finalement de surdité. Après son retour et la fin de la Première Guerre mondiale, il poursuit ses études et réussit en 1921 l'examen d'État d'enseignement dans les écoles secondaires, qu'il ne peut passer en raison de sa maladie. La même année, il obtient son doctorat d'historien auprès d'Albert Brackmann (de).
Il poursuit une carrière dans les archives. Ses premiers postes professionnels sont Berlin (1922-1927), Düsseldorf (1927-1930) et Königsberg (1930-1935). En 1933, il devient membre du NSDAP. En 1935, Weise est nommé conseiller aux Archives d'État ; Il travaille ensuite comme chef de département, par exemple aux Archives secrètes d'État de Berlin (de) (1935-1939) et de Varsovie (1939-1942) ; En 1942, il prend la direction des nouvelles Archives du Reich à Posen. Après la Seconde Guerre mondiale, il vient dans la province prussienne de Hanovre, qui est d'abord absorbée en 1946 par l'État de Hanovre puis par l'État de Basse-Saxe, où il crée bénévolement les Archives d'État à Stade (de). En 1948, il est transféré aux Archives d'État à Hanovre (de). De 1959 jusqu'à sa retraite en 1960, il dirige les Archives d'État à Stade en tant que directeur des archives d'État,.
Pendant son séjour à Varsovie, il retire toutes les personnes dites « non aryennes » et « politiquement peu fiables » des archives du gouvernement général de Pologne. Il dirige la confiscation de tous les documents d'archives dans les territoires annexés par l'occupation allemande. Cependant, il se prononce d'abord contre un déménagement à grande échelle et organise sa projection. Après la guerre, le gouvernement polonais demande la restitution de certaines des archives confisquées, notamment de précieux documents médiévaux sur les relations extérieures des chevaliers teutoniques
Ses principaux intérêts de recherche en tant qu'historien et archiviste sont l'histoire de la Prusse et de l'ordre teutonique. Il publié entre autres « De nombreuses éditions et représentations de sources dans le développement de l'histoire du pays médiéval de l'Ordre teutonique de Prusse ». Pendant sa retraite, il continue à travailler comme auteur et comme scientifique privé. Il est marié et, avec l'aide de sa femme, malgré sa déficience auditive, il peut participer à des conférences scientifiques, où il "prononce souvent des contributions importantes, parfois même controversées".
Erich Weise décède à l'âge de 76 ans à Hanovre, où il s'installe avec sa famille quelques années après la Seconde Guerre mondiale.

## Legs
Le legs professionnel d'Erich Weise est en grande partie archivé aux Archives d'État de Basse-Saxe (NLA) - Archives d'État de Stade, principalement ses manuscrits et ses collections de matériaux sur les travaux scientifiques et les problèmes d'archives.

## Publications (extrait)
en tant qu'auteur ou éditeur
- Findbuch zum Bestand 27 Reichskammergericht (1500–1648) (= Veröffentlichungen der Niedersächsischen Archivverwaltung, Inventare und kleinere Schriften des Staatsarchivs in Stade, H. 1), direction de Heinz-Joachim Schulze, Vandenhoeck & Ruprecht, Göttingen 1981,  (ISBN 3-525-85960-0).
- Die Amtsgewalt von Papst und Kaiser und die Ostmission besonders in der 1. Hälfte des 13. Jahrhunderts (= Marburger Ostforschungen, Band 31). J. G. Herder-Institut, Marbourg (Lahn) 1971.
- Die Staatsverträge des deutschen Ordens in Preußen im 15. Jahrhundert. Herausgegeben im Auftrag der Commission historique pour la recherche d'État de Prusse-Orientale et Occidentale. 3-bändige Reihe:
  - Volume 3: 1467–1497. Gräfe und Unzer (de), Munich 1966.
  - Volume 2: 1438–1467. Elwert, Marbourg (Lahn) 1955.
  - Volume 1: 1398–1437. Gräfe und Unzer, Königsberg 1939.
- Geschichte des Niedersächsischen Staatsarchivs in Stade nebst Übersicht seiner Bestände (= Veröffentlichungen der Niedersächsischen Archivverwaltung, H. 18), Vandenhoeck & Ruprecht, Göttingen 1964.
- Die Schwabensiedlungen im Posener Kammerdepartement 1799–1804 (= Marburger Ostforschungen, Volume 13). Holzner, Wurtzbourg, 1961.
- Das Widerstandsrecht im Ordenslande Preussen und das mittelalterliche Europa (= Veröffentlichungen der Niedersächsischen Archivverwaltung, H. 6), Vandenhoeck & Ruprecht, Göttingen, 1955.
- Der Aufbau des Ordensstaates: ein Werk Europas, Düsseldorf, Nadolny, 1959
- Die Leistung Süddeutschlands am Aufbau des Ordensstaates, Nadolny, 1959

en tant qu'éditeur
- Ost- und Westpreußen. Handbuch der historischen Stätten (= Kröners Taschenausgabe, Volume 317). Unveränderter Neudruck der 1re édition 1966, Alfred Kröner Verlag, Stuttgart 1981,  (ISBN 3-520-31701-X).